# 毛受芳高
毛受 芳高（めんじょう よしたか、1972年 - ）は、日本の社会起業家、愛知県高浜市生まれ。 名古屋大学工学部情報工学科卒業。名古屋大学大学院人間情報学研究科修了。

## 来歴
2001年　NPO法人アスクネットを設立。
2005年　経済産業省と共に、全国のキャリア教育推進の中核コーディネーターとして、「キャリア教育コーディネーター」資格を創設。
2012年　一般社団法人アスバシ教育基金を設立。